# Semirhynchia kimminsi
Semirhynchia kimminsi är en insektsart som beskrevs av Bo Tjeder 1967. Semirhynchia kimminsi ingår i släktet Semirhynchia och familjen Nemopteridae. Inga underarter finns listade i Catalogue of Life.